# Anisopodus hiekei
Anisopodus hiekei är en skalbaggsart som beskrevs av Martins 1974. Anisopodus hiekei ingår i släktet Anisopodus och familjen långhorningar.
Artens utbredningsområde är:
- Costa Rica.
- Guatemala.
- Honduras.
- Nicaragua.
- Panama.

Inga underarter finns listade i Catalogue of Life.